# Les Virtuoses (série télévisée)
Pour les articles homonymes, voir Les Virtuoses.
Les Virtuoses est une série télévisée française en sept épisodes de 50 minutes réalisée par Claude-Michel Rome, dont le pilote a été diffusé le 11 novembre 2010 sur TF1, les deux épisodes suivants dans la nuit du 4 mars 2015, le quatrième et cinquième dans la nuit du 4 octobre 2015, et les deux derniers dans la nuit du 11 octobre 2015.

## Distribution
- Frédéric Diefenthal : Horace Lange
- Gwendoline Hamon : Alice Grant
- Michel Jonasz : Virgile Grimm
- Pascal Légitimus : commandant Yann Vargas
- Josiane Pinson : Juge Carla Fersen

## Épisodes
1. Les Blanchisseurs
2. Le Diamant maléfique (47 minutes 10 secondes)
3. Une pure coïncidence (50 minutes 43 secondes)
4. À chacun ses fantômes
5. Cible troublante
6. L'Ex M. Grant Partie 1
7. L'Ex M. Grant Partie 2